# Jürgen Schmidt (Jurist)
 Jürgen Schmidt (* 6. Januar 1941 in Saarbrücken; † 28. April 2024 in Münster) war ein deutscher Rechtswissenschaftler. Er war zwischen 1998 und 2006 Rektor der Westfälischen Wilhelms-Universität Münster.

## Leben
Schmidt besuchte das Gymnasium am Schloss in Saarbrücken. Er studierte von 1961 bis 1965 Rechtswissenschaft und Soziologie und legte 1965 sein Erstes juristisches Staatsexamen ab, sein Zweites 1969. Bereits 1968 promovierte er. Seine Habilitation, mit der er 1972 auch seine venia legendi erwarb, kam aus dem Bereich Bürgerliches Recht, Internationales Privatrecht, Rechtstheorie und Rechtssoziologie. Zwischen 1972 und 1975 lehrte er an der Rechts- und Wirtschaftswissenschaftlichen Fakultät der Universität des Saarlandes, ab 1975 dann am Lehrstuhl für Rechtstheorie und Zivilrecht in Münster.
Schmidt rückte 1994 in das Rektorat der Westfälischen Wilhelms-Universität auf, bis 1998 war er Prorektor für Struktur, Planung und Bauangelegenheiten sowie Vorsitzender der Kommission für Struktur, Planung und Bauangelegenheiten. 1998 übernahm Schmidt das Amt des Rektors der Universität von Gustav Dieckheuer. 2002 wurde er in seine zweite Amtszeit gewählt, die zum 30. September 2006 endete. Seine Nachfolgerin wurde Ursula Nelles.